# Moisej Jakovlevič Ginzburg
Moisej Jakovlevič Ginzburg (in russo Моисей Яковлевич Гинзбург?; Minsk, 4 giugno 1892 – Mosca, 7 gennaio 1946) è stato un architetto sovietico.
Uno dei principali teorici del costruttivismo, insieme ai fratelli Vesnin fondò l'Unione degli architetti contemporanei e la rivista Architettura contemporanea (1926-1930). Realizzò numerosi edifici residenziali di transizione verso la comune socialista, tra cui la nota casa del Narkomfin (1928-1930), progettata con Ignatij Milinis e Sergej Prochorov.